# John Fante
John Fante (Denver, Colorado, 8 de Abril de 1909 — Los Angeles, Califórnia, 8 de Maio de 1983) foi um romancista estadunidense, contista e roteirista de ascendência italiana. Ele é mais conhecido por seu trabalho, Pergunte ao Pó, um romance semi-autobiográfico ambientado na década de 1930, que conta a história do aspirante a escritor Arturo Bandini. É o terceiro livro de uma série de quatro romances, publicados entre 1938 e 1985, que agora são chamados coletivamente de  "O Quarteto Bandini". Bandini serviu como seu alter ego em um total de quatro romances: Espere a Primavera, Bandini (1938), Rumo a Los Angeles (cronologicamente, este é o primeiro romance que Fante escreveu mas permaneceu inédito até 1985), Pergunte ao Pó (1939) e, finalmente, Sonhos de Bunker Hill (1982), que foi ditada a sua esposa, Joyce, no final de sua vida. O livro Pergunte ao Pó foi adaptado ao filme homônimo de 2006. Fante também escreveu diversos outros livros, contos e roteiros, incluindo o roteiro do filme de 1957 Um Casal em Apuros (Full of Life) baseado no livro homônimo de 1952. Outros roteiros notórios coescritos por Fante incluem os filmes de 1962 Walk on the Wild Side e The Reluctant Saint e um filme de 1968 feito para a televisão: Something for a Lonely Man.

## Existencialismo
Em 2023 uma dissertação de mestrado intitulada: "The Construction of the Self: An Existentialist Reading of John Fante’s The Bandini Quartet", foi apresentada na Faculdade de Letras da UFMG   e contou com o Professor Stephen Cooper na Banca da defesa. Além de ter escrito a primeira biografia de John Fante, Stephen Cooper é o principal estudioso e crítico da obra Fantiana. Na tese em questão, a autora traça paralelos entre várias instancias da vida do protagonista Arturo Bandini e as principais premissas dos filósofos que maiormente contribuíram para o movimento existencialista: sendo três deles teístas e três declaradamente ateístas.   Se inicia com o desespero Kierkegardiano frente à existência, visto claramente no sofrimento de Bandini e na sua não aceitação de si mesmo.  Em seguida, passa pela conturbada autoanálise Dostoievskiana como narrada em Notes from the Underground. A dissertação discute também a rebeldia anticristiana do Übermensch de Nietzsche, o que é demonstrado e claramente explicitado por Bandini principalmente em Road to Los Angeles e Ask the Dust, segundo e terceiro volumes da tetralogia onde ele luta ferozmente para se tornar ateu, mas sua formação jesuíta e profundamente católica o impede. Outro ponto analisado é o estado de contingência da existência humana que, segundo Heidegger, pode transcender sua “facticity”; ponto esse também claramente vivido pelo personagem.  O conceito Sartriano de má fé e o desejo de ser Deus,  são temas também presentes na obra Fantiana. Por último, mas não menos importante, a autora aborda a perseverança e a aceitação da vida mesmo perante o absurdo, como concebida por Albert Camus em o Mito de Sisyphus.  A dissertação examina como os repetidos fracassos e desilusões do protagonista alimentam sua angústia perante a arbitrariedade da existência. Fante utiliza o humor e a ironia como estratégia narrativa para lidar com assuntos existenciais angustiantes para evitar um tom excessivamente sombrio ou vitimista. Todos esses elementos justificam uma leitura da obra Fantiana em chave existencialista..

## Biografia
Foi educado em Boulder e cursou na Universidade do Colorado. Logo mudou-se para a Califórnia. Começou a escrever em 1929, tendo seu primeiro conto publicado na revista The American Mercury em 1932. Seu primeiro romance, intitulado Espere a Primavera, Bandini foi publicado em 1938. No ano seguinte acontece o divisor de águas de sua carreira, Pergunte ao Pó.
Escreveu ainda Rumo a Los Angeles, que mostra a fase mais madura de sua personagem e alter ego, Arturo Bandini, um ítalo-americano amargo que cresce em plena recessão americana, e tenta levar a vida empregado como operário em fábricas. Bandini exemplifica a falta de perspectiva do pós-guerra e os efeitos da crise de 1929. Fante fez roteiros para Hollywood.
Em 1955 foi diagnosticado que sofria de diabetes, doença que o deixaria cego em 1978. Ainda assim ditou seu último livro, Sonhos de Bunker Hill para esposa, Joyce. Morreu aos 74 anos em 8 de maio de 1983 na Califórnia. Seu filho, Dan Fante, escreveu um romance sobre a morte do pai intitulado Chump Change, ainda inédito no Brasil.
A biografia de John Fante foi publicada por Stephen Cooper no ano de 2000.
Seu humor cáustico impressionou, entre outros, Charles Bukowski, uma vez que seu alter ego Henry Chinaski manifesta expressamente em Mulheres (também em Pedaços de Um Caderno Manchado de Vinho), que seu autor preferido era John Fante. "F-A-N-T-E", enfatiza.